# Jaromír Jágr
Jaromír Jágr (ur. 15 lutego 1972 w Kladnie) – czeski hokeista, reprezentant Czech, pięciokrotny olimpijczyk. Wychowanek i właściciel klubu HC Kladno.

## Kariera klubowa
- HC Kladno (1988–1990)
- Pittsburgh Penguins (1990–1994)
- HC Kladno (1994)
- HC Bolzano (1994)
- Schalker Haie 87 (1994)
- Pittsburgh Penguins (1994–2001)
- Washington Capitals (2001–2004)
- New York Rangers (2004)
- HC Kladno (2004)
- Awangard Omsk (2004–2005)
- New York Rangers (2005–2008)
- Awangard Omsk (2008–2011)
- Philadelphia Flyers (2011–2012)
- Dallas Stars (2012–2013)
  -  HC Kladno (2012–2013)
- Boston Bruins (2013)
- New Jersey Devils (2013–2015)
- Florida Panthers (2015-2017)
- Calgary Flames (2017-2018)
  -  HC Kladno (2018)
- HC Kladno (2018-)

Od 1994 występował w lidze NHL. Przez 13 lat gry reprezentował w niej barwy trzech drużyn i rozegrał w nich łącznie: 1273 spotkania zdobywając 646 goli, 953 asysty (sezon zasadniczy) oraz 169 mecze w fazie play-off, zaś w nich uzyskał 77 goli, 104 asysty.
4 lipca 2008 postanowił przerwać karierę w NHL i przeniósł się do rosyjskiego klubu KHL – Awangardu Omsk. W sezonach 2008/2009, 2009/2010 i 2010/2011 przewodził drużynie Obcokrajowców wzgl. Wschodu w Meczu Gwiazd KHL (drużynę Rosjan wzgl. Zachodu prowadził Aleksiej Jaszyn).
1 lipca 2011 po trzech latach występów w lidze rosyjskiej KHL postanowił wrócić do NHL i podpisać kontrakt z drużyną Philadelphia Flyers. Jaromír Jágr podpisał roczny kontrakt z klubem, który w tym czasie zapłaci mu 3,3 mln dolarów. Dotychczas zagrał w NHL 1273 meczów w 17 sezonach, w których zdobył 1599 punktów (646 goli i 953 asysty). Po zakończeniu sezonu złożono mu 21 ofert kontraktów z różnych klubów. Na początku lipca 2012 zawodnik podpisał roczną umowę z klubem Dallas Stars. Od września 2012 do stycznia 2013 na okres lokautu w sezonie NHL (2012/2013) związał się z macierzystym HC Kladno (wraz z nim inni wychowankowie klubu, Tomáš Plekanec i Jiří Tlustý). 2 kwietnia 2013 został zawodnikiem Boston Bruins i pozostawał nim do końca sezonu (z drużyną dotarł do finału rozgrywek). W lipcu 2013 został zawodnikiem New Jersey Devils. Pod koniec kwietnia 2014 przedłużył kontrakt o rok. Od końca lutego 2015 zawodnik Florida Panthers. W kwietniu przedłużył kontrakt z klubem o rok. Po dwóch sezonach w barwach tej drużyny odszedł z Floridy w połowie 2017. Na początku października 2017, w wieku 45 lat związał się rocznym kontraktem z pierwszym w swojej karierze klubem kanadyjskim, Calgary Flames. 29 stycznia 2018 ogłoszono jego wypożyczenie do macierzystego HC Kladno (występującego w 1. lidze), a wkrótce potem poinformowano o możliwości równoległych występów Jágra w zespole Oceláři Trzyniec (grającego w ekstralidze). Sam zawodnik przyznał, że w barwach Trzyńca jest skłonny grać dopiero w decydujących meczach sezonu. W pierwszym spotkania w barwach Kladna 3 lutego 2018 zaliczył trzy asysty.

## Kariera reprezentacyjna
Na początku swojej kariery reprezentował Czechosłowację. Następnie został reprezentantem Czech. Uczestniczył w turniejach mistrzostw świata w 1990, 1991, 1994, 2002, 2004, 2005, 2009, 2010, 2011, 2014, 2015, Canada Cup w 1991, Pucharu Świata 1996, 2004 oraz zimowych igrzysk olimpijskich 1998, 2002, 2006, 2010, 2014 (w 2010 był chorążym ekipy narodowej). Po turnieju mistrzostw świata 2014 w dniu 25 maja tego roku ogłosił zakończenie kariery reprezentacyjnej.

## Sukcesy i osiągnięcia
Został członkiem Triple Gold Club (tzw. Klub Potrójngo Złota; jako jeden z dwóch Czechów, obok Jiříego Šlégra). Obaj w swojej karierze zdobyli „trzy złota”, tj. Puchar Stanleya, Mistrzostwo Olimpijskie i Mistrzostwo Świata. Zajmuje drugie miejsce wśród aktywnych zawodników z największą liczbą goli, asyst i punktów. Często jest uważany za jednego z najlepszych graczy ofensywnych na świecie, a także za najlepszego europejskiego hokeistę w historii.

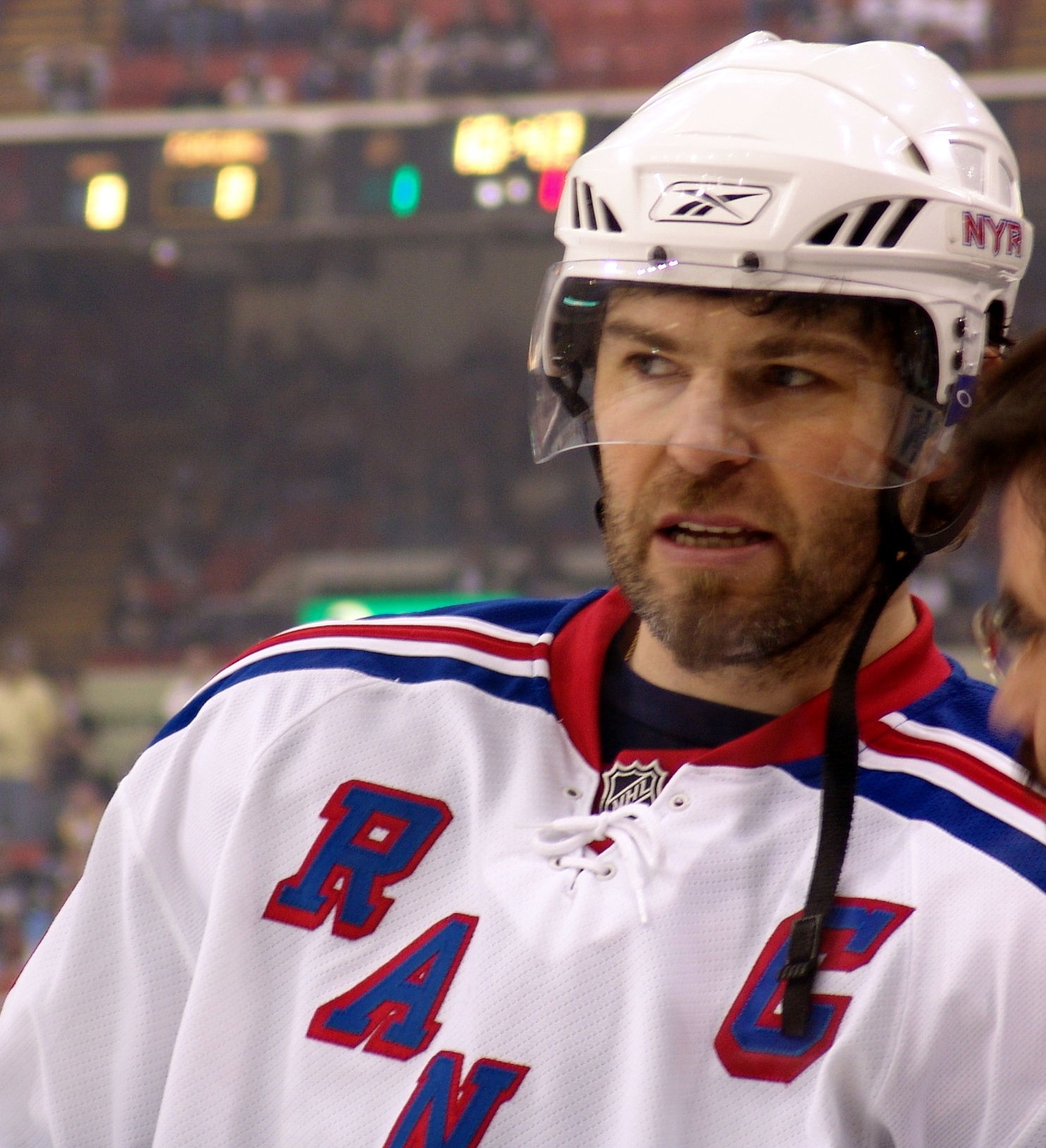
Jaromír Jágr w barwach New York Rangers (2008)

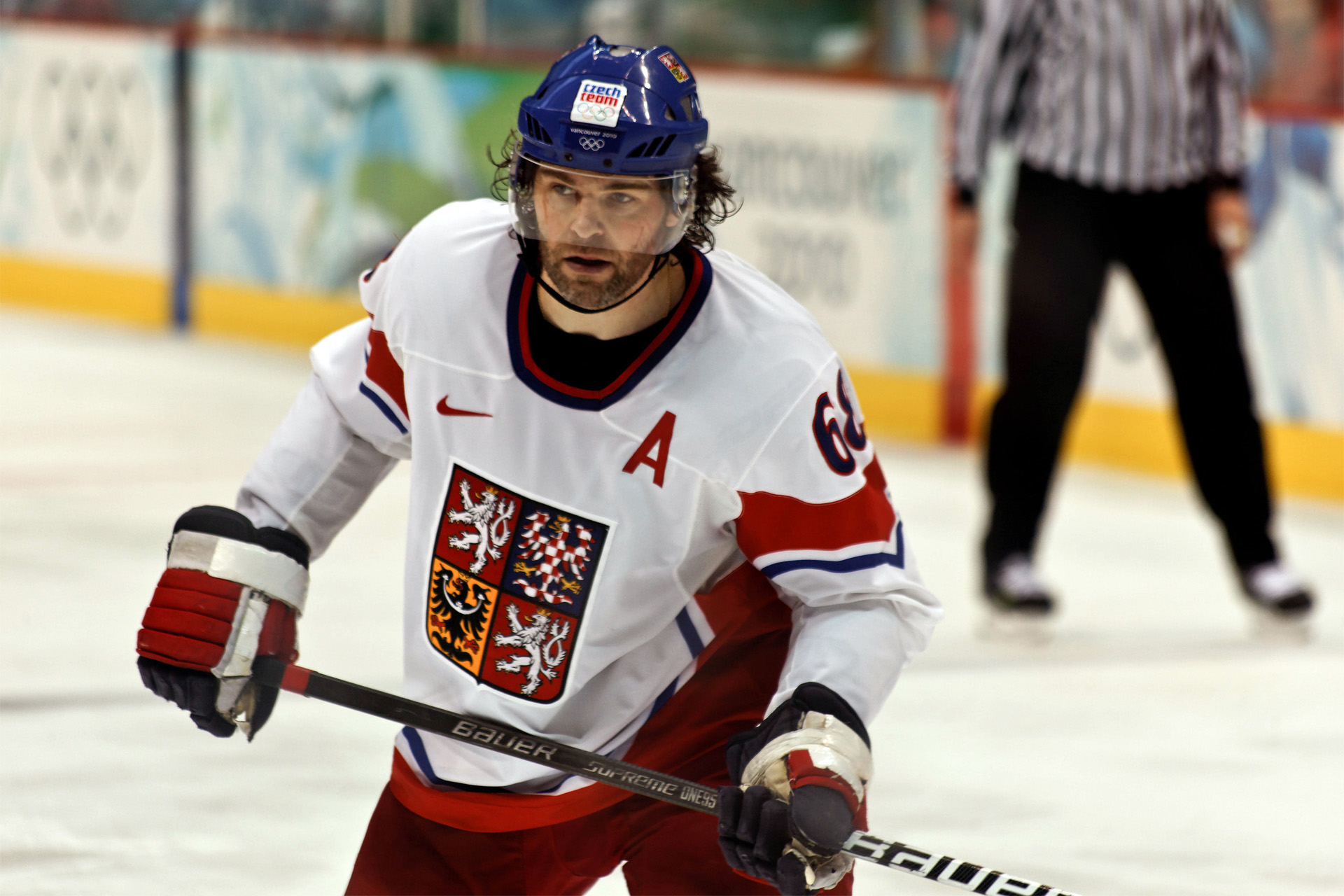
Jaromír Jágr w barwach reprezentacji Czech podczas Igrzysk Olimpijskich 2010

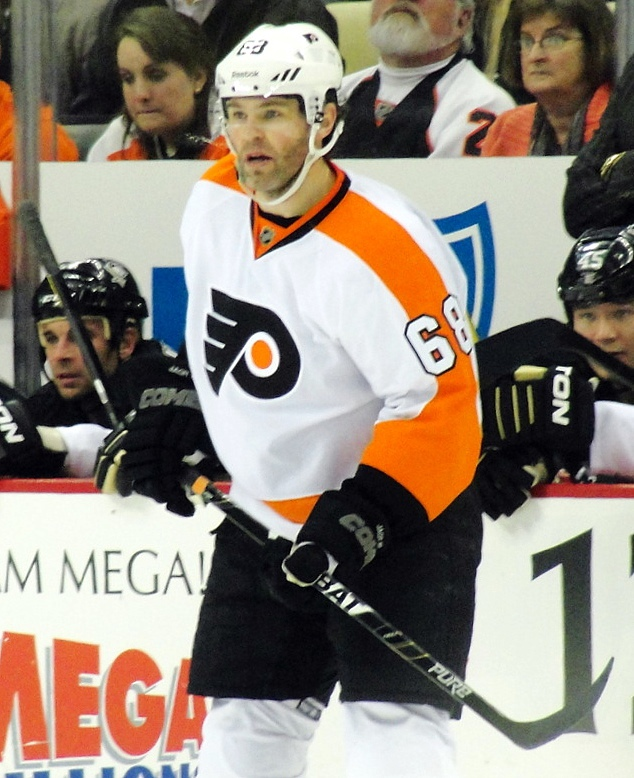
Jaromír Jágr w barwach Philadelphia Flyers (2011)

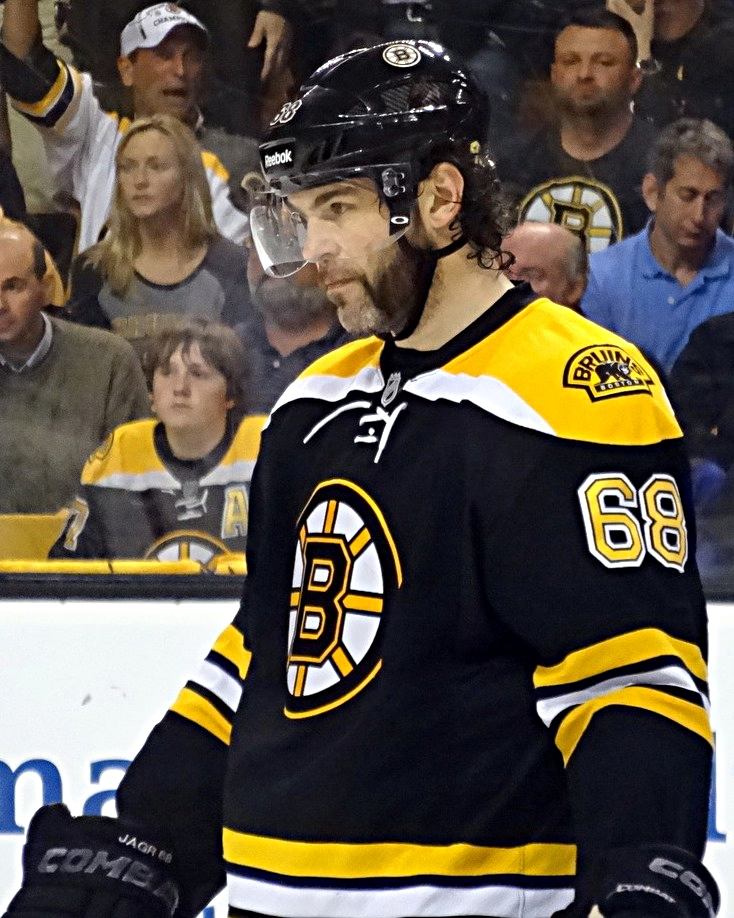
Jaromír Jágr w barwach Boston Bruins (2013)

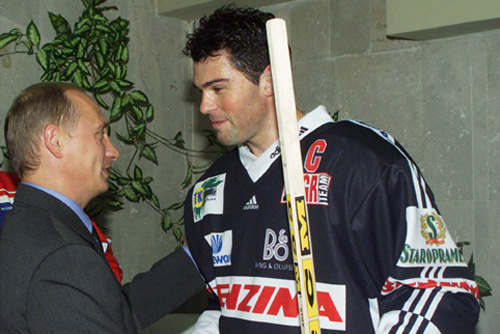
Jaromír Jágr podczas spotkania z Władimirem Putinem (2001)

Reprezentacyjne
- Srebrny medal mistrzostw Europy juniorów do lat 18: 1989 z Czechosłowacją
- Brązowy medal mistrzostw świata juniorów do lat 20: 1990 z Czechosłowacją
- Brązowy medal mistrzostw świata: 1990 z Czechosłowacją
- Złoty medal zimowych igrzysk olimpijskich: 1998 z Czechami
- Złoty medal mistrzostw świata: 2005, 2010 z Czechami
- Brązowy medal zimowych igrzysk olimpijskich: 2006 z Czechami

Klubowe
- Puchar Stanleya 1991 i 1992 z Pittsburgh Penguins
- Puchar Mistrzów: 2005 z Awangardem Omsk
- Puchar Kontynentu: 2011 z Awangardem Omsk

Indywidualne
- Mistrzostwa Świata Juniorów do lat 20 w 1990:
  - Pierwsze miejsce w klasyfikacji asystentów turnieju: 13 asyst
  - Skład gwiazd turnieju
- NHL (1990/1991):
  - NHL All-Rookie Team
- NHL (1994/1995):
  - Art Ross Memorial Trophy – pierwsze miejsce w klasyfikacji kanadyjskiej w sezonie zasadniczym: 149 punktów
  - NHL First All-Star Team
- NHL (1995/1996):
  - Pierwsze miejsce w klasyfikacji strzelców zwycięskich goli: 12 goli
  - NHL First All-Star Team
- NHL (1997/1998):
  - Art Ross Memorial Trophy – pierwsze miejsce w klasyfikacji kanadyjskiej w sezonie zasadniczym: 102 punktów
  - NHL First All-Star Team
- NHL (1998/1999):
  - Art Ross Memorial Trophy – pierwsze miejsce w klasyfikacji kanadyjskiej w sezonie zasadniczym: 127 punktów
  - Trofeum Harta – Najbardziej Wartościowy Zawodnik (MVP) w sezonie zasadniczym
  - Lester B. Pearson Award – najlepszy zawodnik ligi wybierany przez członków NHLPA
  - NHL First All-Star Team
- NHL (1999/2000):
  - Art Ross Memorial Trophy – pierwsze miejsce w klasyfikacji kanadyjskiej w sezonie zasadniczym: 96 punktów
  - Lester B. Pearson Award – najlepszy zawodnik ligi wybierany przez członków NHLPA
  - NHL First All-Star Team
- NHL (2000/2001):
  - Art Ross Memorial Trophy – pierwsze miejsce w klasyfikacji kanadyjskiej w sezonie zasadniczym: 121 punktów
  - NHL First All-Star Team
- Mistrzostwa Świata w Hokeju na Lodzie 2004:
  - Jeden z trzech najlepszych zawodników reprezentacji
  - Drużyna Gwiazd turnieju
- Superliga rosyjska w hokeju na lodzie (2004/2005):
  - Pierwsze miejsce w klasyfikacji asystentów w fazie play-off: 9 asyst
  - Pierwsze miejsce w klasyfikacji kanadyjskiej w sezonie zasadniczym: 13 punktów
  - Złoty Kask (przyznawany sześciu zawodnikom wybranym do składu gwiazd sezonu)
- Mistrzostwa Świata w Hokeju na Lodzie 2005:
  - Drużyna Gwiazd turnieju
- NHL (2005/2006):
  - NHL First All-Star Team
  - Lester B. Pearson Award – najlepszy zawodnik ligi wybierany przez członków NHLPA
- KHL (2008/2009):
  - Mecz Gwiazd KHL
- Mistrzostwa Świata w Hokeju na Lodzie 2009/Elita:
  - Jeden z trzech najlepszych zawodników reprezentacji
- KHL (2009/2010):
  - Mecz Gwiazd KHL
- Mistrzostwa Świata w Hokeju na Lodzie 2010/Elita:
  - Jeden z trzech najlepszych zawodników reprezentacji
- KHL (2010/2011):
  - Mecz Gwiazd KHL
- Mistrzostwa Świata w Hokeju na Lodzie 2011/Elita:
  - Jeden z trzech najlepszych zawodników reprezentacji
  - Drużyna Gwiazd turnieju
  - Najlepszy napastnik turnieju
- NHL (2012/2013):
  - Asysta numer 1000 w meczach ligowych NHL[23] (został 12. graczem i pierwszym Europejczykiem w historii ligi, który dokonał tej sztuki)
- Ekstraliga czeska w hokeju na lodzie (2012/2013):
  - Zlatá helma Sencor – najbardziej wartościowy zawodnik
- Mistrzostwa Świata w Hokeju na Lodzie 2015/Elita:
  - Czwarte miejsce w klasyfikacji strzelców turnieju: 6 goli[24]
  - Skład gwiazd turnieju[25]
  - Najbardziej Wartościowy Zawodnik (MVP) turnieju[26]
  - Jeden z trzech najlepszych zawodników reprezentacji na turnieju[27]

Rekord
- Pierwsze miejsce w liczbie meczów w NHL wśród czeskich zawodników: 1733 (stan na 24 stycznia 2023)[a][28][29].

Wyróżnienia
- Złoty Kij: 1995, 1996, 1999, 2000, 2002, 2005, 2006, 2007, 2008, 2011, 2014, 2016 (12 razy na 22 edycje)[30]
- Triple Gold Club: 2005
- Galeria Sławy czeskiego hokeja na lodzie: 2008
- Galeria Sławy IIHF: 2024[31]

Odznaczenia
- Medal Za Zasługi I stopnia: 2019[32]
- Medal Za Zasługi II stopnia: 2010[32]

## Życie prywatne
- Jego agentem został były hokeista, Petr Svoboda[33].
- Jágr gra z numerem 68 dla upamiętnienia wydarzeń Praskiej Wiosny w Czechosłowacji w 1968. W tym samym roku w więzieniu zmarł także dziadek Jágra, który został aresztowany przez wojska sowieckie za odmowę pracy w gospodarstwie rolnym bez wynagrodzenia.
- Fryzurą, jaką posiadał przez wiele lat (krótka grzywka i długie kosmyki włosów z tyłu głowy) – w Polsce zwana jako czeski piłkarz – w Czechach określana jest Jágr.
- Publicznie wyznał, że podczas pobytu w Rosji w 2001 roku wstąpił do Kościoła prawosławnego. Ochrzcił go Krzysztof (Pulec), prawosławny metropolita Ziem Czeskich i Słowacji[34].
- W 2011 czynił końcowe starania celem przejęcia kontroli nad swym macierzystym klubem HC Kladno (udziały wspólnie z miastem)[35]. Prezesem klubu został jego ojciec, również Jaromír Jágr, który posiada także sieć hoteli.
- Od dłuższego czasu popiera czeską Obywatelską Partię Demokratyczną (ODS). Przed ostatnimi wyborami w 2011 roku występował w spotach reklamowych i na billboardach partii.
- Wystąpił w filmie Brat 2 (2000)[36][37].

## Odniesienia w kulturze masowej
- Utwór muzyczny "Krótki wiersz o Jaromirze Jagrze" autorstwa rapera O.S.T.R. na albumie Poeci grupy producenckiej WhiteHouse z 2009.